# Statsateism
Statsateism innebär att en stat har upphöjt ateism till en officiellt erkänd särställning, motsvarande statsreligion. Statsateism kan innebära institutionaliserad religionsförföljelse genom statens ogillande av religion, bestraffning av religiöst utövande och av religiöst inflytande i samhällslivet eller i medborgarnas vardagsliv, exempelvis av mission för barn. 
En uttalat ateistisk stat skall inte förväxlas med en sekulär stat som är religiöst neutral och varken gynnar eller missgynnar ateism eller någon specifik religiös uppfattning. Sekularism innebär att man hindrar konfessionella inslag i offentlig förvaltning, men samtidigt understödjer religionsfrihet i offentlig debatt och ser religion som en privatsak.

## Historia

### Frankrike
Under franska revolutionen (1789-1799) brändes många av Frankrikes kyrkor ned och konverterades till sekulära ändamål, och religiösa föremål förstördes. Statsateism tillämpades som ett kortvarigt experiment under perioden. Experimentet påverkade ateister som Ludwig Feuerbach, Sigmund Freud och Karl Marx.

### Mexiko
Efter mexikanska revolutionen tillämpades statsateism i 1917 års konstitution, och genomdrevs särskilt hårt av president Plutarco Elías Calles. Förföljelsen av katolska kyrkan i Mexiko, exempelvis med förbud mot söndagsskolor för barn, bidrog till det våldsamma Cristero-upproret (1926–1929), och till revolutionens slut.

### Sovjetunionen
Statsateism har förekommit i flera marxist-leninistiska stater, såsom Sovjetunionen. Den första sovjetrepubliken Ryska SFSR (från 1917) och Sovjetunionen (1922–1991) har en lång historia av statlig ateism. Social framgång krävde generellt att man bekände sig till ateism och höll sig borta från kyrkor; denna trend blev särskilt militant under mitten av den stalinistiska eran från 1929 till 1939. År 1934 hade 28 % av rysk-ortodoxa kyrkor, 42 % av muslimska moskéer och 52 % av judiska synogogor stängts ned i Sovjetunionen. Sovjetunionen försökte minska allmänhetens religionsutövning inom många områden av sitt inflytande, inklusive Centralasien. Kommunistiska regimer i olika delar av världen har behandlat religiöst troende som subversiva eller onormala, och ibland förvisat dem till psykiatriska sjukhus och omskolning. 

### Albanien
En av de mest strikta ateistiska stater i modern tid var Albanien (Socialistiska folkrepubliken Albanien) under Enver Hoxhas regim, som förbjöd all religion. Flera imamer och grekisk-ortodoxa präster spärrades in och en präst avrättades 1972 för att i hemlighet ha utfört dop. Albaner i skolor och på arbetsplatser tvingades äta t.ex. griskött för att bevisa att man inte utövade islam, som är den största religionen i landet. Efter att kommunisttiden upphörde återupptog stor del av befolkningen religionsutövningen.

### Kina
Under Kinas kulturrevolution (1966–1976) förstördes eller konverterades religiösa byggnader för sekulär användning av studentmedborgargardet rödgardisterna. Denna attityd lättade avsevärt i slutet av 1970-talet, med reformer och ökad öppenhet, men trots att författningen formellt fastslår religionsfrihet så förtrycks i praktiken religioner än idag, särskilt "utländska" sådana som t.ex. kristendom.

### Nordkorea
Nordkoreas regering bygger upp en personkult kring Kim Jong Il och Kim Il Sung, vilket beskrivs som en politisk religion. Landets ideologi har beskrivits som statligt sanktionerad ateism. Även om den nordkoreanska konstitutionen säger att religionsfriheten är tillåten, existerar inte fria religiösa aktiviteter i Nordkorea, men regeringen sponsrar vissa religiösa grupper bara för att skapa en illusion av religionsfrihet. Det finns ingen kunskap om präster överlevande förföljelse som kom i slutet av fyrtiotalet, då 166 präster och religiösa dödades eller kidnappas, som inkluderar den romersk-katolska biskopen i Pyongyang. I november 2013 ledde repressionen mot religiösa människor till offentliga avrättningen av 80 personer, en del av dem för att besitta biblar.

### Kuba
Kuba var efter revolutionen ursprungligen tolerant mot religion, men började arrestera många troende, landsförvisa präster och stänga religiösa skolor efter invasionen i Grisbukten. Sedan 1992 tillåter Kubas kommunistiska parti religiöst troende att ansluta sig. Sedan Sovjetunionens fall har Kuba ändrat sin konstitution och definierar sig som en "sekulär stat" snarare än ateistisk.